# Hohe Warte (Karnische Alpen)
Die Hohe Warte (ital. Monte Coglians, friul. Colians) ist mit einer Höhe von 2780 m ü. A. der höchste Gipfel der Karnischen Alpen und liegt an der Grenze zwischen Kärnten und der italienischen Region Friaul-Julisch Venetien. Die Hohe Warte bildet mit den östlich anschließenden Gipfeln Kellerwarte, Kellerwandturm und den Kellerspitzen bis zum Kollinkofel nordseitig eine imposante, geschlossene Wandflucht, die zwischen 650 m zum Valentintörl und 1200 m zur Oberen Valentinalm abbricht.

## Erschließung
Die Erstbesteigung der Hohen Warte erfolgte am 30. September 1865 durch Paul Grohmann zusammen mit Nicolò Sottocorona aus Collina und dem Bauer Hofer aus Birnbaum im Gailtal von Collina aus. Dieser Weg entspricht dem heutigen Normalweg.
Ausgangspunkt für eine Besteigung ist entweder die Marinellihütte (Rifugio Giovanni e Olinto Marinelli) auf 2120 m s.l.m. an der Südseite für den unschwierigen, aber Trittsicherheit voraussetzenden Anstieg von Süden, den Weg der Erstersteiger, oder die Wolayerseehütte (1967 m ü. A.) als Ausgangspunkt für den schwierigeren, spärlich mit Seilen versicherten Weg durch die Nordwand (wenige Stellen UIAA II, I), den Koban-Prunner-Weg.
Ein neuer Klettersteig, der zu den schwierigsten Steigen der Karnischen Alpen zählt, der Weg der 26er, wurde vom Jägerbataillon 26 des Österreichischen Bundesheeres errichtet. Diese Route ist jedoch steinschlaggefährdet.

## Karte
- Casa Editrice Tabacco, Carta topografica 1:25.000, Blatt 09, Alpi Carniche, Carnia Centrale